# Caesalpinia caesia
Caesalpinia caesia är en ärtväxtart som beskrevs av Hand.-mazz. Caesalpinia caesia ingår i släktet Caesalpinia och familjen ärtväxter. Inga underarter finns listade i Catalogue of Life.